# Парк пам'яті Бориса Фортунатова
Парк пам'яті Бориса Фортунатова — парк-пам'ятка садово-паркового мистецтва місцевого значення. Об'єкт розташований на території Каланчацького району Херсонської області, с. Роздольне.
Площа — 62 га, статус отриманий у 1964 році.